# Yrjö Massa
Yrjö Massa, född 7 april 1918, död 6 februari 1983, verkade som fältbiskop i Finlands försvarsmakt 1969–1978. Massa var laestadian.
Massa tog sin sacri ministeri candidatus -examen år 1946 och prästvigdes samma år. Filosofie kandidat blev han år 1948 och teologie kandidat året därpå. Teologie licentiat blev han 1950 och doktor 1954.
Före sitt tillträde som fältbiskop arbetade Massa inom armén som officer med olika uppgifter.